# 喜蔭澤脂鯉
喜蔭澤脂鯉，為輻鰭魚綱脂鯉目脂鯉亞目上口脂鯉科的其中一個種，分布於南美洲巴西鑫谷河流域，體長可達7.6公分，棲息在植被生長茂盛水域，以藻類、海綿、昆蟲等為食，生活習性不明。